# سالوادور فارفان
سالوادور فارفان (اسپانیایی: Salvador Farfán‎؛ ۲۲ ژوئن ۱۹۳۲ – ۷ مارس ۲۰۲۳) بازیکن فوتبال اهل مکزیک بود.